# Ито, Тацума
Тацума Ито (яп. 伊藤 竜馬 Ито: Тацума, ромадзи: Tatsuma Ito; родился 18 мая 1988 года в префектура Миэ, Япония) — японский профессиональный теннисист; призёр теннисного турнира Азиатских игр; член сборной Японии в Кубке Дэвиса и на Олимпийских играх.

## Игровая карьера
Тацума Ито, сын школьного учителя и домохозяйки, начал играть в теннис в семь лет. В 12 лет Ито стал серебряным призёром национального юниорского первенства Японии. Ещё во время учёбы в старших классах, в 2006 году, он начал выступления в профессиональных теннисных турнирах, и в октябре следующего года выиграл свой первый турнир класса ITF Futures
В 2008 году Ито переехал в Токио, чтобы иметь возможность тренироваться в новом Национальном учебном центре, где его спарринг-партнёром стал Го Соэда. За этот год он выиграл четыре «фьючерса» (в Таиланде, Южной Корее и дважды в Японии). В марте 2009 года Ито в паре с соотечественником Такао Судзуки вышел в первый в карьере финал турнира класса ATP Challenger, а в ноябре повторил этот успех уже в одиночном разряде. В мае того же года Ито, на тот момент занимавший место в конце третьей сотни рейтинга ATP, был впервые включён в состав сборной Японии на матч Кубка Дэвиса с командой Узбекистана. В октябре в Ташкенте он выиграл первый в карьере матч в турнире основного тура АТР, обыграв сотую ракетку мира Раджива Рама.
В 2010 году Ито выиграл свои первые «челленджеры» — в августе в Бразилиа и в ноябре в Тоёте, окончив год в числе 200 лучших теннисистов мира. Он продолжал подниматься наверх в рейтинге и на следующий год, за год сыграв в трёх финалах «челленджеров», из которых выиграл два, а на пути в финал третьего (в Пусане, Республика Корея) обыграл 51-ю ракетку мира, местного фаворита Лу Яньсюня, проиграв затем израильтянину Дуди Селе. В середине лета Ито вплотную приблизился к первой сотне рейтинга, но в тот момент попасть в неё не сумел, а осенью вышел со сборной Японии в Мировую группу Кубка Дэвиса после победы над командой Индии, в которой сам он, однако, проиграл свою единственную встречу (в паре с Юити Сугитой).

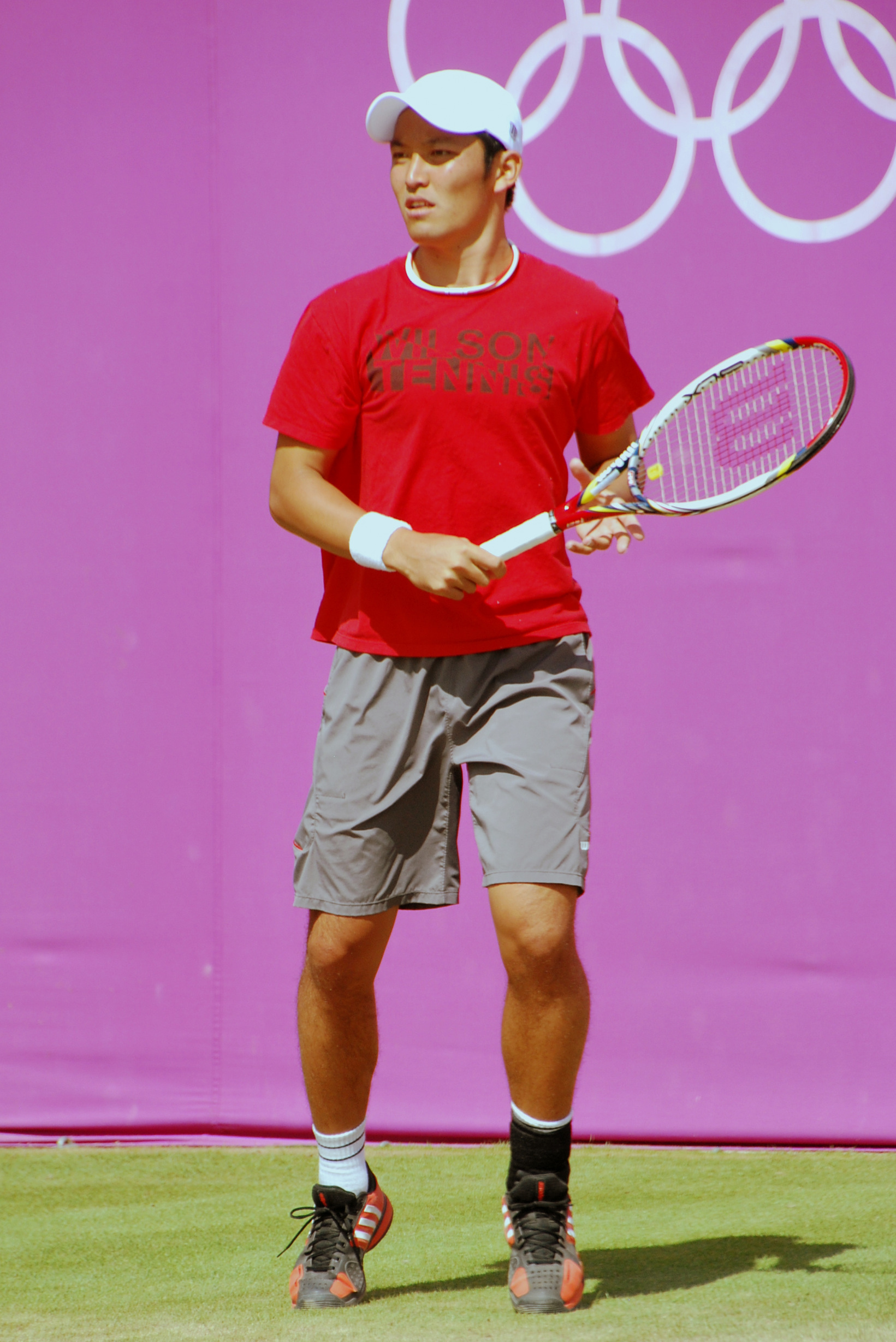
Ито на Олимпийских играх 2012 года

Первое появление Ито в первой сотне рейтинга АТР состоялось в марте 2012 года после выхода во второй круг на Открытом чемпионате Австралии, где он в первом матче обыграл 62-ю ракетку мира Потито Стараче, и выигрыша в Киото пятого «челленджера» за карьеру. В мае Ито представлял Японию в командном Кубке мира в Дюссельдорфе, нанеся поражение 26-й ракетке мира Радеку Штепанеку, но проиграв остальные пять встреч в одиночном и парном разрядах. К лету он входил в число 70 сильнейших теннисистов мира и принял участие в Олимпийских играх в Лондоне. Там он уступил в первом круге канадцу Милошу Раоничу. Осенью два поражения Ито в матче Кубка Дэвиса с командой Израиля (в одиночном и парном разряде) не позволили японцам сохранить место в Мировой группе ещё на год. Тем не менее к октябрю он достиг 60-й строчки в рейтинге после выхода в четвертьфинал Кубка Кремля в Москве (проиграл будущему чемпиону Андреасу Сеппи). Следующий сезон, однако, сложился для него неудачно, и к середине года он уже опустился в рейтинге на сто мест, ни разу не сумев пробиться даже в полуфинал «челленджера», а в более престижных турнирах вылетая в квалификации или в первом круге (исключение составили выходы во второй круг Открытого чемпионата Австралии и турнира АТР в Монпелье в самом начале года). Основным достижением Ито в этот период стала победа в решающей, пятой игре полуфинала I Азиатско-Тихоокеанской группы в матче с командой Южной Кореи, позволившая японцам снова выйти в плей-офф Мировой группы. Во второй половине года он один раз сыграл в финале «челленджера» в Мельбурне, проиграв хозяину корта Мэттью Эбдену, и закончил сезон в середине второй сотни рейтинга.
В 2014 году Ито провёл почти весь сезон во второй сотне рейтинга и в сентябре, занимая 103-е место в рейтинге, обыграл в Токио четвёртую ракетку мира Станисласа Вавринку. Это было первое поражение Вавринки от соперника не из первой сотни рейтинга после более чем годичного перерыва. Кроме того, Ито пять раз играл в финалах «челленджеров», не завоевав, однако, ни одного титула. На следующий год число финалов сократилось до одного, который также не принёс Ито титула. На турнирах АТР он дважды доходил до четвертьфинала и за весь год только два раза сумел обыграть соперников из первой сотни рейтинга. Схожим образом прошли и следующие два года, каждый из которых принёс Ито по одному проигранному финалу в «челленджерах» и по три победы над соперниками из первой сотни рейтинга; сам он сумел лишь приблизиться, но не войти в неё, в середине сезона 2016 года, а по ходу следующего сезона на короткое время выбывал даже из числа двухсот сильнейших.
В марте 2018 года дошёл до финала «челленджера» в Йокогаме, но в финале уступил соотечественнику Ясутаке Утияме. В конце 2018 года в Кобе (Япония) Ито, занимавший в рейтинге 163-ю строчку, впервые за шесть сезонов выиграл «челленджер» в одиночном разряде. В начале сезона 2019 на Открытом чемпионате Австралии японец впервые с 2016 года успешно преодолел квалификацию в турнире Большого шлема, но проиграл в первом же круге основной сетки в трёх сетах Дэниелу Эвансу. Через год в рамках того же турнира он пробился во второй круг в основной сетке, но проиграл там будущему чемпиону Новаку Джоковичу, а за остаток сезона, укороченного из-за пандемии, не выиграл ни одной встречи. В сезоне 2021 не пробивался дальше четвертьфинала в «челленджерах», а в турнирах основного тура ATP и Большого шлема не выходил в основную сетку, завершив год в конце третьей сотни рейтинга. В 2022—2024 годах выступал преимущественно в турнирах ITF и выбыл из первой тысячи игроков в рейтинге.

### Стиль игры
Ито предпочитает играть на хардовых кортах. Сам он считает сильными сторонами своей игры подачу и удар открытой ракеткой (которые часто называет «ударами дракона»).

## Рейтинг на конец года
| Год  | Одиночный рейтинг | Парный рейтинг |
| 2024 | 1755              | 1613           |
| 2023 | 631               | 1356           |
| 2022 | 685               | 1520           |
| 2021 | 278               |                |
| 2020 | 186               |                |
| 2019 | 147               |                |
| 2018 | 151               | 399            |
| 2017 | 153               | 1262           |
| 2016 | 171               | 599            |
| 2015 | 119               | 918            |
| 2014 | 93                | 617            |
| 2013 | 155               | 419            |
| 2012 | 79                | 703            |
| 2011 | 122               | 394            |
| 2010 | 183               | 527            |
| 2009 | 210               | 542            |
| 2008 | 313               | 749            |
| 2007 | 516               | 993            |
| 2006 | 1 004             | 1 116          |

## Выступления на турнирах

### Финалы челленджеров в одиночном разряде (20)

#### Победы (7)
| Титулы по покрытиям | Титулы по месту проведения матчей турнира |
| ------------------- | ----------------------------------------- |
| Хард (4)            | Зал (4)                                   |
| Грунт (0)           | Зал (4)                                   |
| Трава (0)           | Открытый воздух (3)                       |
| Ковёр (3)           | Открытый воздух (3)                       |

| №  | Дата           | Турнир                  | Покрытие | Соперник в финале  | Счёт           |
| 1. | 9 августа 2010 | Бразилиа, Бразилия      | Хард     | Изак ван дер Мерве | 6-4 6-4        |
| 2. | 22 ноября 2010 | Тоёта, Япония           | Ковёр(i) | Юити Сугита        | 6-4 6-2        |
| 3. | 4 апреля 2011  | Ресифи, Бразилия        | Хард     | Тьягу Фернандис    | Без игры       |
| 4. | 21 ноября 2011 | Тоёта, Япония (2)       | Ковёр(i) | Себастьян Ришик    | 6-4 6-2        |
| 5. | 5 марта 2012   | Киото, Япония           | Ковёр(i) | Малик Джазири      | 6-7(5) 6-1 6-2 |
| 6. | 7 мая 2012     | Пусан, Республика Корея | Хард     | Джон Миллман       | 6-4 6-3        |
| 7. | 19 ноября 2018 | Кобе, Япония            | Хард(i)  | Ёсукэ Ватануки     | 3-6 7-5 6-3    |

#### Поражения (13)
| №   | Дата             | Турнир                    | Покрытие | Соперник в финале | Счёт            |
| 1.  | 23 ноября 2009   | Тоёта, Япония             | Ковёр(i) | Владимир Игнатик  | 6-7(6) 6-7(3)   |
| 2.  | 9 мая 2011       | Пусан, Республика Корея   | Хард     | Дуди Села         | 2-6 7-6(5) 3-6  |
| 3.  | 23 апреля 2012   | Гаосюн, Тайвань           | Хард     | Го Соэда          | 3-6 0-6         |
| 4.  | 27 октября 2013  | Мельбурн, Австралия       | Хард     | Мэттью Эбден      | 3-6 7-5 3-6     |
| 5.  | 9 февраля 2014   | Аделаида, Австралия       | Хард     | Брэдли Клан       | 3-6 6-7(9)      |
| 6.  | 9 марта 2014     | Киото, Япония             | Хард(i)  | Мартин Фишер      | 6-3 5-7 4-6     |
| 7.  | 11 мая 2014      | Кимчхон, Республика Корея | Хард     | Жиль Мюллер       | 6-7(5) 7-5 4-6  |
| 8.  | 14 сентября 2014 | Стамбул, Турция           | Хард     | Адриан Маннарино  | 0-6 0-2 — отказ |
| 9.  | 23 ноября 2014   | Тоёта, Япония             | Ковёр(i) | Го Соэда          | 4-6 5-7         |
| 10. | 1 февраля 2015   | Гонконг                   | Хард     | Кайл Эдмунд       | 1-6 2-6         |
| 11. | 20 ноября 2016   | Тоёта, Япония             | Ковёр(i) | Джеймс Дакворт    | 5-7 6-4 1-6     |
| 12. | 23 апреля 2017   | Тайбэй, Тайвань           | Ковёр(i) | Лу Яньсюнь        | 1-6 6-7(4)      |
| 13. | 4 марта 2018     | Иокогама, Япония          | Хард     | Ясутака Утияма    | 6-2 3-6 4-6     |

### Финалы челленджеров в парном разряде (1)

#### Поражения (1)
| №  | Дата         | Турнир        | Покрытие | Партнёр       | Соперники в финале                 | Счёт                 |
| 1. | 9 марта 2009 | Киото, Япония | Ковёр(i) | Такао Судзуки | Айсам-уль-Хак Куреши Мартин Сланар | 7-6(7) 6-7(3) [6-10] |